# Friedrich Techow

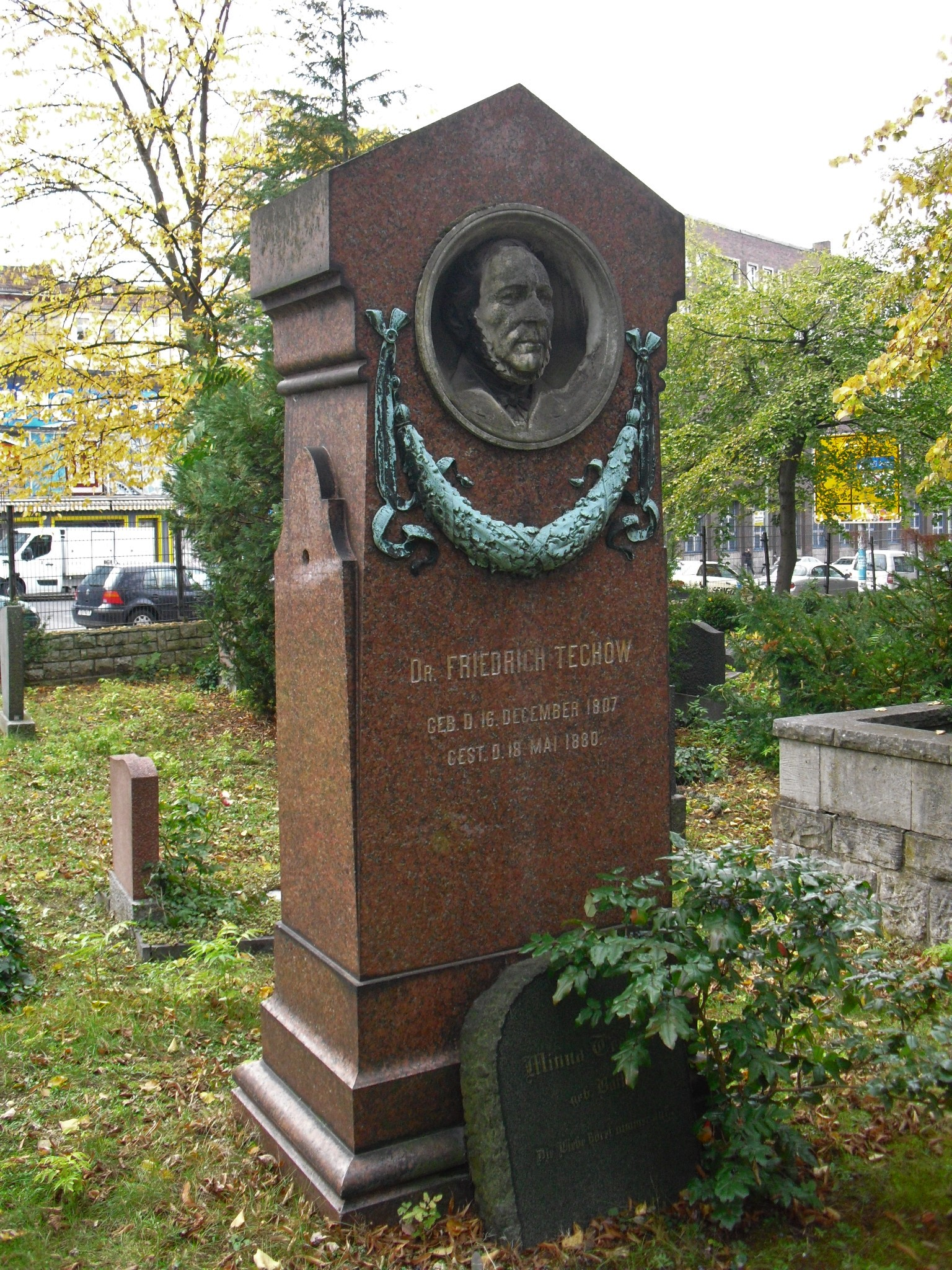
Friedrich Techows Grabstein mit Porträt auf dem St.-Jacobi-Kirchhof I in Berlin-Neukölln

Friedrich Gustav Eduard Techow (* 16. Dezember 1807 in Bromberg; † 18. Mai 1880 in Berlin) war Gymnasialdirektor und Mitglied des Reichstages.
Techow studierte 1826 bis 1829 Theologie und Philosophie in Berlin, wo er auch promovierte. Ab 1829 war er an mehreren Gymnasien als Lehrer tätig, war von 1839 bis 1849 Professor an der Ritterakademie in Brandenburg und von 1849 bis 1870 Direktor des Königlichen Gymnasiums in Rastenburg / Ostpreußen. Nach seiner Pensionierung wurde er zum Stadtverordneten in Berlin gewählt und war dort als Dezernent für Kirchenangelegenheiten zuständig.
Zunächst Mitglied der Fraktion Vincke gehörte er von 1862 bis 1866 der Deutschen Fortschrittspartei an, im Herbst 1866 war er einer der Mitbegründer und später Mitglied des Vorstandes der Nationalliberalen Partei. Er war von 1849 bis 1851 und 1859 bis 1880 Mitglied des preußischen Abgeordnetenhauses. Bis 1866 vertrat Techow den Wahlkreis Rastenburg in der 2. Kammer des Abgeordnetenhauses, 1866 und 1867 den Wahlkreis Trier 4 (Saarlouis) und ab 1870 den Wahlkreis Frankfurt/Oder.
1871 bis 1878 war Techow Mitglied des Reichstages für den Wahlkreis Regierungsbezirk Düsseldorf 1 (Lennep – Mettmann – Remscheid), im Reichstag gehörte er zur Fraktion der Nationalliberalen Partei.
Sein Sohn war Hermann Techow.